# Meia Maratona de Portugal
A Meia Maratona de Portugal é uma prova atlética realizada anualmente no mês de outubro, em Lisboa, Portugal. Foi criada em 2000, e faz parte do circuito internacional IAAF Road Race Label Events da Associação Internacional de Federações de Atletismo, na categoria Labels de Ouro.

## Vencedores
A cor de fundo:
       Indica o recorde do percurso
| Edição | Ano  | Homens                    | País          | Tempo (h:m:s) | Mulheres          | País    | Tempo (h:m:s) |
| ------ | ---- | ------------------------- | ------------- | ------------- | ----------------- | ------- | ------------- |
| I      | 2000 | David Omiti Makori        | Quênia        | 1:01:40       | Derartu Tulu      | Etiópia | 1:09:09       |
| II     | 2001 | David Omiti Makori        | Quênia        | 1:02:18       | Fatuma Roba       | Etiópia | 1:10:29       |
| III    | 2002 | Felix Limo                | Quênia        | 1:02:05       | Margaret Okayo    | Quênia  | 1:09:51       |
| IV     | 2003 | Hendrick Ramaala          | África do Sul | 1:02:10       | Derartu Tulu      | Etiópia | 1:11:30       |
| V      | 2004 | William Kiplagat          | Quênia        | 1:01:38       | Margaret Okayo    | Quênia  | 1:09:53       |
| VI     | 2005 | Martin Lel                | Quênia        | 1:01:37       | Rose Cheruiyot    | Quênia  | 1:12:49       |
| VII    | 2006 | Robert Kipkoech Cheruiyot | Quênia        | 1:02:51       | Pamela Chepchumba | Quênia  | 1:11:07       |
| VIII   | 2007 | Emmanuel Mutai            | Quênia        | 1:01:54       | Bezunesh Bekele   | Etiópia | 1:10:20       |
| IX     | 2008 | Silas Sang                | Quênia        | 1:01:28       | Rita Jeptoo       | Quênia  | 1:09:48       |
| X      | 2009 | Silas Sang                | Quênia        | 1:00:20       | Helena Kirop      | Quênia  | 1:10:26       |
| XI     | 2010 | Tadese Tola               | Etiópia       | 1:01:05       | Mary Keitany      | Quênia  | 1:08:46       |
| XII    | 2011 | Silas Sang                | Quênia        | 1:01:13       | Mary Keitany      | Quênia  | 1:07:54       |
| XIII   | 2012 | Martin Lel                | Quênia        | 1:01:28       | Priscah Jeptoo    | Quênia  | 1:10:32       |
| XIV    | 2013 | Wilson Kiprop             | Quênia        | 1:00:19       | Valeria Straneo   | Itália  | 1:09.21       |
| XV     | 2014 | Stephen Kibet             | Quênia        | 1:01:06       | Purity Rionoripo  | Quênia  | 1:11.02       |
| XVI    | 2015 | Nguse Amlosom             | Eritreia      | 1:02:38       | Beatrice Mutai    | Quênia  | 1:09.50       |